# Вейо Мери
Вейо Мери (на фински: Veijo Meri) е финландски лингвист, преводач, сценарист, драматург, поет и писател на произведения в жанра исторически роман, социална драма, лирика, хумор, биография, автобиография и документалистика. Признат е за един от най-влиятелните в модернисткото движение.

## Биография и творчество
Вейо Вайньо Валво Мери е роден на 31 декември 1928 г. във Виборг, Финландия, в семейство на кадрови военен. Заедно с по-малкия си брат израстват в атмосферата на казармата „Валкярви“, която е вдъхновение за романа му „Синът на сержанта“ от 1971 г. Завършва средно образование през 1948 г. в гимназията на Хямеенлина. През есента за кратко влиза в казармата за отбиване на военната си служба, но е уволнен след контузия на крака. Следва история в Хелзинкския университет. Като студент започва да пише поезия и разкази и печели студентския литературен конкурс. В периода 1957 – 1959 г. работи за издателство „Отава“, след което става писател на свободна практика. В периода 1975 – 1980 г. работи като преподавател по творческо писане.
Автор е на разкази, романи, пиеси, есета, биографични разкази и др. Първата му книга, сборникът с разкази „Свободен следобед“, е издаден през 1954 г. и е за войник, който се скита безцелно по фронтовата линия.
Първият му роман „Въже от Манила“ е издаден през 1957 г. Той представя изпълнена с черен хумор и нестандартни ситуации история за пътуването на войника Йозе Кепиля с влак от фронта до дома, вземайки със себе си въже, за което е готов да рискува живота си, въпреки че няма никаква полза от него. Романът третира темата за вечната истина, че войната е безсмислена и абсурдна и не може нищо на никой да даде, а само взема.
Темата за войната и нейния абсурд заема голяма част от произведенията му. В романа „Събитията от 1918 г.“ от 1960 г. описва финландската гражданска война като верига от объркани и несвързани действия. В романа „Шофьорът на полковника“ от 1966 г. представя история, в която шофьор минава на зигзаг през военните зони в повече от половината Финландия, за да вземе незначително куфарче, което един полковник случайно е забравил.
В романите си „Жена в огледалото“ от 1963 г. и „Семейството“ от 1968 г. разглежда темата за съвременните психологически взаимоотношения. Автор е и на биографията на финландския писател от 19-ти век Алексис Киви. Прави преводи на „Хамлет“ и „Майстор Улуф“ на фински език.
Творчеството на Вейо Мери е преведено на 24 езика по света. Той получава Държавната награда за литература седем пъти (1958, 1961, 1962, 1964, 1969, 1974, 1976), както и наградата за литература на Северния съвет (1973), медала „Про Финландия“ (1967), наградата „Алексис Киви“ (1972), наградата „Ейно Лейно“ (2004) и наградата за признание на Асоциацията на финландските писатели (2005). През 1990 г. удостоен с почетна докторска степен от Хелзинкския университет. През 1997 г. е избран за почетен член на Съюза на финландските писатели. На 13 февруари 1998 г. е назначен академик от президента на Република Финландия.
През 1959 г. се жени за Ева Кюлянпя, гимназиална учителка, с която имат трима сина.
Вейо Мери умира след продължително боледуване на 21 юни 2015 г. в Хелзинки.

## Произведения

### Самостоятелни романи
- Manillaköysi (1957)[1][3]
Въже от Манила, изд.: „Народна култура“, София (1969), прев. Eлена Николова
- Irralliset (1959)
- Vuoden 1918 tapahtumat (1960)
- Sujut (1961)
- Peiliin piirretty nainen (1963)
- Tukikohta (1964)
- Everstin autonkuljettaja (1966)
- Yhden yön tarinat (1967)
- Suku (1968)
- Kersantin poika (1971) – награда на Северния съвет[5]
- Jääkiekkoilijan kesä (1980)

### Поезия
- Mielen lähtölaskenta (1976)[1][6]
- Toinen sydän (1978)
- Ylimpänä pieni höyhen (1980)
- Runoilijan kuolema (1985)
- Yhdessä ja yksin (1986)
- Kevät kuin aamu (1987)
- Lasiankeriaat (1990)
- Kun (1991)

### Пиеси
- Vapaa iltapäivä (1965)[1]
- Sotamies Jokisen vihkiloma (1965)
- Uhkapeli (1968)
- Maaottelussa (1969)
- Kaupungin valtaus (1969)
- Nuorempi veli (1970)
- Hyvää yötä, tohtori Bergbom (1973)
- Aleksis Kivi (1974)

### Сборници
- Ettei maa viheriöisi (1954) – разкази[1]
- Tilanteita (1962) – разкази
- Sata metriä korkeat kirjaimet (1969) – разкази
- Morsiamen sisar ja muita novelleja (1972) – разкази
- Leiri (1972) – разкази
- Novellit (1985) – разкази

### Документалистика
- Aleksis Stenvallin elämä (1973) – биография на Алексис Киви[1][6]
- Sanojen synty (1982) – етимологичен речник
- C. G. Mannerheim – Suomen Marsalkka (1988) – за Карл Густав Манерхейм
- Maassa taivaan saranat: suomalaisten historia vuoteen 1814 (1993)
- Huonot tiet, hyvät hevoset: Suomen suuriruhtinaskunta vuoteen 1870 (1994)
- Ei tule vaivatta vapaus: Suomi 1870 – 1920 (1995)
- Suurta olla pieni kansa: itsenäinen Suomi 1920 – 1940 (1996)
- Pohjantähden alla: kirjoituksia Suomen historiasta (1999)

### Екранизации
- 1969 – 1974 Teatterituokio – тв сериал, 2 епизода
- 1976 Aleksis Kivi
- 1976 Manillaköysi
- 1976 – 1977 Isännät ja isäntien varjot – тв минисериал
- 1979 Tappaja
- 1981 Sotamies Jokisen vihkiloma
- 1983 Iso vaalee
- 1983 Alaikäinen
- 1985 Erään rantatien varrelta
- 1988 Annan ja Vasilin rakkaus – тв минисериал, 4 епизода
- 1991 Rinnat
- 1997 Kersantin kunnia
- 2000 Sotamies Jokisen vihkiloma
- 2000 Sano Oili vaan
- 2001 Valtapeliä elokuussa 1940